# Teodora III.
Teodora (III.) (Carigrad, oko 981. – Carigrad, 31. kolovoza 1056.), bizantska carica koja je vladala sa sestrom Zoe 1042. godine i samostalno od 1054. do 1056. godine. Bila je treća kći bizantskog cara Konstantina VIII. i njegove žene Helene, odbila je vjenčanje s prijestolonasljednikom Romanom III. Argirom († 1034.), koji je nato, 1028. godine, oženio njenu sestru Zoe.
Poslije smrti cara Romana, Zoe se preudala za Mihaela IV. (1034. – 1041.) koji je preuzeo carsku krunu. U međuvremenu, Zoe je optužila sestru Teodoru za sudjelovanje u uroti i dala je zatvoriti u manastir. Godine 1042., nakon detronizacije cara Mihaela V., zasjela je na prijestolje uz sestru Zoe. Poslije dva mjeseca, odrekla se vlasti u korist Zoeina trećeg supruga Konstantina IX. Monomaha, da bi poslije njegove smrti 1054. godine preuzela carsku krunu, u dobi od sedamdeset godina.